# Stigmella elachistarcha
Stigmella elachistarcha là một loài bướm đêm thuộc họ Nepticulidae. Nó được tìm thấy ở Maharashtra in Ấn Độ.
Ấu trùng ăn Zizyphus rugosa. Chúng có thể ăn lá nơi chúng làm tổ.